# Sara Mingardo
Sara Mingardo (2 de marzo de 1961) es una contralto italiana que ha tenido una carrera internacional activa en conciertos y óperas desde 1980.

## Historia
Nació en Venecia, donde estudió canto con Paolo Ghitti en la Academia Benedetto Marcello. Ganó el primer lugar en el concurso Toti dal Monte. Hizo su debut profesional en 1987, como Fidalma en Il Matrimonio Segreto, de Domenico Cimarosa. Su carrera se desarrolló rápidamente, y en 1989 ya se había presentado en La Scala, La Fenice, el Festival de Salzburgo, el Teatro Regio di Torino y el Teatro di San Carlo, entre otros grandes teatros.
Desde entonces, ha hecho grandes apariciones con presentaciones en el Festival de Aix-en-Provence, el Bregenzer Festspiele, el Carnegie Hall, el Festival de Beaune, el Festival della Valle d'Itria, el Grand Théâtre de Ginebra, La Monnaie, el Liceo, el Montreux-Vevey Festival de la Ópera de Lausana, la +Ppera de Monte Carlo, la Ópera de Montpellier, la Ópera de Santa Fe, el Festival de Schwetzingen, la Semperoper, el Théâtre des Champs-Élysées, el Teatro Comunale de Bolonia, el Teatro Comunale de Florencia, el Teatro de la Zarzuela, el Teatro Lírico di Cagliari, el Teatro Massimo, el Teatro Lírico Giuseppe Verdi y el Teatro Real, entre otros. Ha cantado también con importantes orquestas en conciertos, entre las que se destaca la Orquesta Filarmónica de Berlín, la Orquesta Sinfónica de Boston y la Orquesta Sinfónica de Londres.